# روبين رودريغيز
روبين رودريغيز (بالإسبانية: Rubén Rodríguez) (26 أكتوبر 1967 مونتفيدو الأوروغواي - ) هو لاعب كرة قدم أوروغواني يلعب كحارس مرمى.

## روابط خارجية
- روبين رودريغيز على موقع قاعدة بيانات كرة القدم.إي يو (الإنجليزية)
- روبين رودريغيز على موقع ناشيونال فوتبول تيمز (الإنجليزية)
- روبين رودريغيز على موقع عالم كرة القدم.نت (الإنجليزية)